# Ōhira Masayoshi
Ōhira Masayoshi (大平 正芳 Đại Bình Chính Phương, 12 tháng 3 năm 1910 – 12 tháng 6 năm 1980) là chính trị gia người Nhật và là Thủ tướng Nhật Bản từ 7 tháng 12 năm 1978 đến 12 tháng 6 năm 1980. Ōhira là Thủ tướng Nhật Bản gần đây nhất qua đời khi tại chức (Keizō Obuchi rời chức Thủ tướng vào 5 tháng 4 năm 2000 sau khi bất ngờ rơi vào trạng thái hôn mê, một tháng trước khi ông qua đời năm 2000).
Ông sinh ở Kan'onji, Kagawa và học tại Đại học Hitotsubashi.

## Đầu đời
Ōhira Masayoshi sinh ngày 12 tháng 3 năm 1910, tại Wada, Quận Kagawa (ngày nay Kan'onji, Kagawa), con trai thứ ba của nông dân Ōhira Toshiyoshi và vợ ông là Saku. Cha ông là đại diện hội đồng làng và công đoàn thủy lợi dù ông không được học hành gì cả. Ông có tám anh chị em (hai anh trai, ba chị gái, một em trai và một em gái) nhưng người chị cả đã qua đời trước sinh nhật đầu tiên của cô và một trong những anh trai của anh đã qua đời khi mới hai tuổi. Ōhira tự nhận mình là "con trai của một nông dân nghèo khó ở Sanuki" nhưng thực tế gia đình anh thuộc tầng lớp trung lưu. Nhưng ngay cả khi đó , cha mẹ đã gặp khó khăn khi nuôi sáu đứa con của mình và Ōhira đã hỗ trợ công việc phụ của họ từ khi còn nhỏ.
Năm 1926, khi mới 16 tuổi, Ōhira mắc bệnh sốt thương hàn và suýt chết. Trải nghiệm cận kề cái chết này đã góp phần khiến ông chuyển sang Cơ đốc giáo vào khoảng thời gian đó.
Năm 1933, khi 23 tuổi, Ōhira giành được hai học bổng và muộn màng có thể theo học đại học tại Đại học Thương mại Tokyo (ngày nay là Đại học Hitotsubashi), nơi ông học kinh tế. Năm 1936, ông vào Bộ Tài chính, nơi ông trở thành người được bảo hộ của Ikeda Hayato.
Ōhira làm việc ở Bộ Tài chính trong suốt Chiến tranh thế giới thứ hai. Trong thời kỳ hậu chiến, khi Ikeda trở thành Bộ trưởng Bộ Tài chính từ năm 1949 đến năm 1952, Ōhira giữ chức thư ký riêng của ông.